# Lê Văn Hoàng
Lê Văn Hoàng (sinh năm 1959) là một sĩ quan cấp cao trong Quân đội nhân dân Việt Nam, hàm Trung tướng. Ông nguyên là Chính ủy Tổng cục Hậu cần, Đại biểu Quốc hội Việt Nam khóa XIII, thuộc đoàn đại biểu Đà Nẵng.

## Thân thế và sự nghiệp
Ông sinh ngày 20 tháng 10 năm 1959 tại  Xã Ninh Hiệp, huyện Ninh Hòa, Khánh Hoà
Năm 2010, bổ nhiệm giữ chức Phó Chính ủy Quân khu 5.
Năm 2012, bổ nhiệm giữ chức Chính ủy Tổng cục Hậu cần
Tháng 11 năm 2019, ông nghỉ hưu
Thiếu tướng (2010), Trung tướng (2014)